# Ben Knapen
Hubertus Petrus Maria "Ben" Knapen (Kaatsheuvel, 6 de gener de 1951) és un polític neerlandès. Forma part del partit polític Crida Demòcrata Cristiana (CDC). Des del 9 de juny de 2015 és membre de l'Eerste Kamer.
Knapen fou secretari d'estat pels afers exteriors al primer govern de Rutte, ostentant el càrrec des del 14 d'octubre de 2010 i fins al 5 de novembre de 2012. Les seves funcions comprenien tant els afers relacionats amb la Unió Europea com elements d'ajuda internacional. A més, també forma part del cos consultor de l'OMFIF, on sovint forma part de reunions sobre el sistema financer i monetari mundial.